# ジャンプTOON
ジャンプTOON（ジャンプトゥーン）は、2024年5月29日より集英社が配信するWEBTOONのアプリケーション およびウェブサイト。

## 概要
ジャンプTOONオリジナル連載作品を読むことができるほか、集英社のタテマンガ作品である『タテの国』（田中空）、『地獄楽 カラー版【タテヨミ】』（賀来ゆうじ ）、『氷の城壁』（阿賀沢紅茶）、『サレタガワのブルー 』(セモトちか )、『ブラックナイトパレード 【タテヨミ】』(中村光)などの人気漫画や、他出版社の人気作品を読むことができる。App StoreとGoogle PlayからiOS・Androidにスマートフォン・タブレット端末向けアプリを配信する。ウェブブラウザで閲覧可能なウェブコミック配信サイトでもある。毎日複数のオリジナル連載を配信しており、一定時間経てば「待てば無料チケット」を使用して対象作品を無料で１話読むことができる。

## 連載作品
2025年6月27日現在のもので、更新日別のページにある作品 。
| 作品名                                                                           | 作者                                                                               | 更新日 |
| -------------------------------------------------------------------------------- | ---------------------------------------------------------------------------------- | ------ |
| 死の天使は涙を流す                                                               | 桐原のん(原作)、daro(作画)、Contents Lab. Blue TOKYO(原作・ネーム・着彩)           | 月曜   |
| ハイキュー!! タテカラー版                                                        | 古舘春一                                                                           | 月曜   |
| 死ぬほど強くなれ                                                                 | 妹尾尻尾(原作)、Monkey（FANFAN COMIC）(キャラデザ・ネーム・作画・着彩)             | 月曜   |
| GANTZ:T                                                                          | 奥浩哉、SHINE Partners(着彩)                                                       | 月曜   |
| 復讐貴族                                                                         | 蔡河ケイ(原作)、集英社TOON FACTORY(スタジオ)                                       | 月曜   |
| 学園組織                                                                         | トウキビ茶(原作・ネーム)、フィール(キャラデザ・作画・着彩)                         | 月曜   |
| 推しとの同居が尊すぎます！                                                       | わかつきひかる(原作)、ムネヤマヨシミ(キャラデザ・ネーム・作画)                     | 火曜   |
| アオのハコ タテカラー版                                                          | 三浦糀(原作)                                                                       | 火曜   |
| 佐藤さんは志尾ちゃんに食べさせたい                                               | かげやま六美(原作・作画)                                                           | 火曜   |
| マッチングアプリなんて信じません！                                               | 三沢ケイ(原作)、漣ミサ(キャラデザ・ネーム・作画)                                   | 火曜   |
| あざといちゃんとヤンキーくん                                                     | ゆず未来                                                                           | 火曜   |
| ポンコツ５                                                                       | シタラマサコ                                                                       | 火曜   |
| 転生少女は沈没船を生きのびる                                                     | 森 七聖(原作)、Whomor(スタジオ)                                                    | 火曜   |
| ラスボス少女アカリ～ワタシより強いやつに会いに現代に行く～                       | 岸馬きらく(原作)、酒ヶ峰ある(キャラデザ・ネーム・作画・着彩)                       | 水曜   |
| ああ、生きているって素晴らしい                                                   | 羊太郎(原作)、えびす(ネーム)、おおみね(ネーム)、大連拓思科技(スタジオ)             | 水曜   |
| 異世界帰りの陰キャ、不良の王になる                                               | 百瀬祐一郎(原作)、抹春(作画)、Whomor(制作)                                         | 水曜   |
| レンタル努力                                                                     | 三河ごーすと(原作)、TOON CRACKER(スタジオ)                                         | 水曜   |
| 株式会社マジルミエ タテカラー版                                                  | 岩田雪花(原作)、青木 裕(原作)                                                      | 水曜   |
| 求婚魔王と留年の勇者                                                             | 荒井チェイサー(原作)、はるゆき(キャラデザ・作画)、集英社TOON FACTORY(スタジオ)     | 水曜   |
| デモナイズ                                                                       | 小秋徹、SHINE Partners                                                             | 水曜   |
| 南天さんは実らない                                                               | 歌原シン                                                                           | 木曜   |
| 甘い生活 タテマンガ版                                                            | 弓月光(原作)、飆(作画)、UNO STUDIO(スタジオ)                                       | 木曜   |
| 金魚妻 タテカラー版                                                              | 黒澤R                                                                              | 木曜   |
| 30歳までに結婚してなかったら                                                     | すかいふぁーむ(原作)、稍日向(ネーム)、デジタル職人(制作)                           | 木曜   |
| 大多小夏は隠したい。                                                             | 夕日レンチ                                                                         | 木曜   |
| 自由気ままに異世界ハーレム                                                       | とりまつ                                                                           | 木曜   |
| きみのためのエデン                                                               | 斜線堂有紀(原作)、Whomor(スタジオ)                                                 | 金曜   |
| マッチングアプリでパパ活したら                                                   | 木村隆志                                                                           | 金曜   |
| 僕らはみんな死んでいる♪ タテマンガ版                                             | きら(原作)、空木朔子(作画)、UNO STUDIO(スタジオ)                                   | 金曜   |
| 増田こうすけ劇場 ギャグマンガ日和 タテカラー版                                   | 増田こうすけ                                                                       | 金曜   |
| オシドリさんの浮気めし                                                           | 水島誓己(原作・ネーム・作画)                                                       | 金曜   |
| ぬのさんぽ                                                                       | 柞刈湯葉(原作)、小津(ネーム・作画)                                                 | 金曜   |
| 私のお父さんは、何かがおかしい                                                   | さいマサ／テラーノベル(原作)、麦茶ワールド(作画)、A-WAGON(スタジオ)                | 金曜   |
| 異世界TVヤラセていただきます！                                                   | 吉原あさお(原作)、神アート(スタジオ)                                               | 金曜   |
| 害悪姉と決別します                                                               | 柏てん(原作)、Whomor(制作進行)                                                     | 土曜   |
| 悪役のモブ妻（※死ぬ予定）                                                        | 沢野いずみ(原作)、千歳四季(ネーム・作画)                                           | 土曜   |
| 私、何度か死んでます～愛しい陛下の為ならばこの身は迸る矢からも炎からも盾となり～ | kaya（エブリスタ）(原作)、白湯(作画)、GO5,Inc.(制作)                               | 土曜   |
| 伝説の暗殺者、転生したら王家の愛され末娘になってしまいまして。                   | 白井ごはん(原作)、Trys(スタジオ)                                                   | 土曜   |
| おね×魔王                                                                        | めもこ                                                                             | 土曜   |
| 偽物王妃、愛を知る                                                               | すずしろたえ(原案)、なせもえみ(ネーム)、真崎はるか(キャラデザ・作画)               | 土曜   |
| 鎧の令嬢の返り咲き                                                               | アネコユサギ(原作)、凪良(キャラデザ・作画)、白野朝丸（集英社TOON FACTORY)(ネーム)  | 日曜   |
| 失業賢者の成り上がり タテマンガ版                                                | 三河ごーすと(原作)、おおみね(キャラデザ)、園のぶは(作画)、UNO STUDIO(スタジオ)     | 日曜   |
| 異世界コンビニのおっさん、実は最強。                                             | 三木一馬(OOS)(原作)、Trys(スタジオ)                                                | 日曜   |
| 魔力ゼロだけど物理魔法で最強です                                                 | 三木なずな(原作)、春日康徳(TOKIFUDE)、児玉直樹(TOKIFUDE)(キャラデザ・ネーム・作画) | 日曜   |
| 史上最強の魔法剣士、Fランク冒険者に転生する タテマンガ版                         | 柑橘ゆすら(原作)、亀山大河(キャラデザ)、金丸栄一(作画)、UNO STUDIO(スタジオ)       | 日曜   |
| リスポーン 残機スキルで皇位簒奪                                                  | ハヤケン(原作)、SYNAPSE HEART(スタジオ)                                            | 日曜   |
| フルボー 〜タッたら終わりの異世界無双〜                                          | 谷園とものぶ                                                                       | 日曜   |

## 連載終了作品
| 作品名                                                    | 作者                                                                           | 更新日 |
| --------------------------------------------------------- | ------------------------------------------------------------------------------ | ------ |
| リジェネ 逆行カードプレイヤーのリスタート                 | 天野ハザマ(原作)、ヲバリ(キャラデザ・作画)、Contents Lab. Blue TOKYO(スタジオ) | 火曜   |
| 廃棄村                                                    | 栗原ちひろ(原作)、千江しか(キャラデザ・ネーム・作画)                           | 火曜   |
| 美男財閥                                                  | 鈴蘭(原作)、おりこ(キャラデザ・ネーム)、PaWa(スタジオ)                         | 火曜   |
| 悪役令嬢はガチ勢です！                                    | 烏丸紫明(原作)、ZUZU(作画)、Contents Lab. Blue TOKYO(スタジオ)                 | 水曜   |
| 契約婚約ですがどうやら愛されているようです                | 沢野いずみ(原作)、NCOMIC(スタジオ)                                             | 水曜   |
| スイート・スイーパー                                      | 鷹野浪流(原作)、Whomor(制作)                                                   | 水曜   |
| 私に投票してください ー選ばれなければ死ぬー               | 白雪ぽめこ／テラーノベル(原作)、伊藤寿規(ネーム)、竹澤香介(作画)               | 木曜   |
| ミントマンゴーかき氷                                      | TwinBox                                                                        | 木曜   |
| マリッジ・ミッション！ 不仲だけど任務のために結婚しました | ふか田さめたろう(原作)、緜(キャラデザ・作画)、両角潤香(ネーム)                 | 木曜   |
| 竜妃は艶やかに反逆する                                    | 烏丸紫明(原作)、にゃまそ(作画)、Contents Lab. Blue TOKYO(スタジオ)             | 金曜   |
| 超能力学園                                                | Yume＊(原作)、六格レンチ(漫画)                                                 | 金曜   |
| 英雄と犯罪王の帰還 ーRE:クリミナルー                      | 箕崎准(原作)、上野綺士(漫画)                                                   | 土曜   |
| 孔明のスパイ嫁 月英は夫を就職させたい                     | 井の中の井守(原作)、さくらもち(キャラデザ・ネーム・作画)                       | 日曜   |
| ヤヌスの鏡 タテマンガ版                                   | 宮脇明子(原作)、ROROICHI(作画)、UNO STUDIO(スタジオ)                           | 日曜   |

## ジャンプTOON NEXT！
ジャンプTOON NEXT！ はジャンプTOONの関連サービス。集英社が運営するタテマンガ投稿サイト。

### 概要
タテマンガを誰でも自由に投稿・公開できるマンガ投稿サービス。作品の公開先としてだけでなく、ジャンプTOONが開催しているマンガ賞への応募が可能。
スマホを下にスクロールさせて「読みやすい」ことだけがタテマンガに必要なこととしており、フルカラー作品、モノクロ作品、四コママンガなどジャンルや形式を問わず、オリジナルマンガを投稿・公開できる。下描き、ネームでの投稿も可能だが、イラストや文章作品など、マンガとしての体裁が保たれていない作品は公開停止となる場合がある。
公開された作品の閲覧はアカウント登録不要で無料で読むことができるが、作品投稿や応援コメント投稿など、一部機能はアカウント登録が必須になっている。
投稿されたオリジナル作品の中で編集部が評価した作品には評価軸に応じたバッジが付与され、編集部おすすめ作品に掲載される。